# Guido Zurstiege
Guido Zurstiege (* 1968) ist ein deutscher Medienwissenschaftler. Er ist Professor für Medienwissenschaften mit dem Schwerpunkt Empirische Medienforschung an der Universität Tübingen.

## Leben
Guido Zurstiege studierte Kommunikationswissenschaft, Anglistik und Wirtschaftspolitik in Münster und promovierte 1997 über die Darstellung von Männern in der Anzeigenwerbung. Er war wissenschaftlicher Assistent am Institut für Kommunikationswissenschaft der Universität Münster. Nach seiner Habilitation 2004 lehrte Zurstiege an verschiedenen Universitäten in Deutschland, Österreich und der Schweiz. Später wurde er zum Professor für empirische Medienforschung an der Universität Tübingen berufen.
Guido Zurstiege forscht zu Werbung und Unternehmenskommunikation, Medienkultur, Medien- und Kommunikationstheorie. Außerdem interessiert er sich für Rezeptions- und Wirkungsforschung. Er lehrt an den Medienwissenschaftlichen Studiengängen der Universität Tübingen. In seinem Buch „Taktiken der Entnetzung. Die Sehnsucht nach Stille im digitalen Zeitalter“ beschreibt Zurstiege, wie die neuen Medien Menschen überwältigen würden. Egal ob Kritik oder Teilnahme, die Menschen würden die sozialen Medien genauso brauchen, wie sie sie fürchteten.

## Publikationen (Auswahl)
- mit Siegfried J. Schmidt: Orientierung Kommunikationswissenschaft. Was sie kann, was sie will. Rowohlt, Reinbek bei Hamburg 2000, ISBN 3-499-55618-9.
- Zwischen Kritik und Faszination. Was wir beobachten, wenn wir die Werbung beobachten, wie sie die Gesellschaft beobachtet. Halem, Köln 2005, ISBN 3-938258-00-4.
- als Hrsg., mit K.-U. Hellmann: Räume des Konsums. Über den Funktionswandel von Räumlichkeit im Zeitalter des Konsumismus. Verlag für Sozialwissenschaften, Wiesbaden 2008, ISBN 978-3-531-15203-5.
- Medien und Werbung. Springer VS, Wiesbaden 2015, ISBN 978-3-658-01312-7.
- Taktiken der Entnetzung. Die Sehnsucht nach Stille im digitalen Zeitalter. Suhrkamp, Berlin 2019, ISBN 978-3-518-12745-2.